# 1267
Portal Geschichte | Portal Biografien | Aktuelle Ereignisse | Jahreskalender | Tagesartikel

◄ |
12. Jahrhundert |
13. Jahrhundert
| 14. Jahrhundert | ►

◄ |
1230er |
1240er |
1250er |
1260er
| 1270er | 1280er | 1290er | ►

◄◄ |
◄ |
1263 |
1264 |
1265 |
1266 |
1267
| 1268 | 1269 | 1270 | 1271 | ► | ►►
Staatsoberhäupter  · Nekrolog
| Januar | Januar | Januar | Januar | Januar | Januar | Januar | Januar |
| Kw     | Mo     | Di     | Mi     | Do     | Fr     | Sa     | So     |
| ------ | ------ | ------ | ------ | ------ | ------ | ------ | ------ |
| 52     |        |        |        |        |        | 1      | 2      |
| 1      | 3      | 4      | 5      | 6      | 7      | 8      | 9      |
| 2      | 10     | 11     | 12     | 13     | 14     | 15     | 16     |
| 3      | 17     | 18     | 19     | 20     | 21     | 22     | 23     |
| 4      | 24     | 25     | 26     | 27     | 28     | 29     | 30     |
| 5      | 31     |        |        |        |        |        |        |

| Februar | Februar | Februar | Februar | Februar | Februar | Februar | Februar |
| Kw      | Mo      | Di      | Mi      | Do      | Fr      | Sa      | So      |
| ------- | ------- | ------- | ------- | ------- | ------- | ------- | ------- |
| 5       |         | 1       | 2       | 3       | 4       | 5       | 6       |
| 6       | 7       | 8       | 9       | 10      | 11      | 12      | 13      |
| 7       | 14      | 15      | 16      | 17      | 18      | 19      | 20      |
| 8       | 21      | 22      | 23      | 24      | 25      | 26      | 27      |
| 9       | 28      |         |         |         |         |         |         |

| März | März | März | März | März | März | März | März |
| Kw   | Mo   | Di   | Mi   | Do   | Fr   | Sa   | So   |
| ---- | ---- | ---- | ---- | ---- | ---- | ---- | ---- |
| 9    |      | 1    | 2    | 3    | 4    | 5    | 6    |
| 10   | 7    | 8    | 9    | 10   | 11   | 12   | 13   |
| 11   | 14   | 15   | 16   | 17   | 18   | 19   | 20   |
| 12   | 21   | 22   | 23   | 24   | 25   | 26   | 27   |
| 13   | 28   | 29   | 30   | 31   |      |      |      |

| April | April | April | April | April | April | April | April |
| Kw    | Mo    | Di    | Mi    | Do    | Fr    | Sa    | So    |
| ----- | ----- | ----- | ----- | ----- | ----- | ----- | ----- |
| 13    |       |       |       |       | 1     | 2     | 3     |
| 14    | 4     | 5     | 6     | 7     | 8     | 9     | 10    |
| 15    | 11    | 12    | 13    | 14    | 15    | 16    | 17    |
| 16    | 18    | 19    | 20    | 21    | 22    | 23    | 24    |
| 17    | 25    | 26    | 27    | 28    | 29    | 30    |       |

| Mai | Mai | Mai | Mai | Mai | Mai | Mai | Mai |
| Kw  | Mo  | Di  | Mi  | Do  | Fr  | Sa  | So  |
| --- | --- | --- | --- | --- | --- | --- | --- |
| 17  |     |     |     |     |     |     | 1   |
| 18  | 2   | 3   | 4   | 5   | 6   | 7   | 8   |
| 19  | 9   | 10  | 11  | 12  | 13  | 14  | 15  |
| 20  | 16  | 17  | 18  | 19  | 20  | 21  | 22  |
| 21  | 23  | 24  | 25  | 26  | 27  | 28  | 29  |
| 22  | 30  | 31  |     |     |     |     |     |

| Juni | Juni | Juni | Juni | Juni | Juni | Juni | Juni |
| Kw   | Mo   | Di   | Mi   | Do   | Fr   | Sa   | So   |
| ---- | ---- | ---- | ---- | ---- | ---- | ---- | ---- |
| 22   |      |      | 1    | 2    | 3    | 4    | 5    |
| 23   | 6    | 7    | 8    | 9    | 10   | 11   | 12   |
| 24   | 13   | 14   | 15   | 16   | 17   | 18   | 19   |
| 25   | 20   | 21   | 22   | 23   | 24   | 25   | 26   |
| 26   | 27   | 28   | 29   | 30   |      |      |      |

| Juli | Juli | Juli | Juli | Juli | Juli | Juli | Juli |
| Kw   | Mo   | Di   | Mi   | Do   | Fr   | Sa   | So   |
| ---- | ---- | ---- | ---- | ---- | ---- | ---- | ---- |
| 26   |      |      |      |      | 1    | 2    | 3    |
| 27   | 4    | 5    | 6    | 7    | 8    | 9    | 10   |
| 28   | 11   | 12   | 13   | 14   | 15   | 16   | 17   |
| 29   | 18   | 19   | 20   | 21   | 22   | 23   | 24   |
| 30   | 25   | 26   | 27   | 28   | 29   | 30   | 31   |

| August | August | August | August | August | August | August | August |
| Kw     | Mo     | Di     | Mi     | Do     | Fr     | Sa     | So     |
| ------ | ------ | ------ | ------ | ------ | ------ | ------ | ------ |
| 31     | 1      | 2      | 3      | 4      | 5      | 6      | 7      |
| 32     | 8      | 9      | 10     | 11     | 12     | 13     | 14     |
| 33     | 15     | 16     | 17     | 18     | 19     | 20     | 21     |
| 34     | 22     | 23     | 24     | 25     | 26     | 27     | 28     |
| 35     | 29     | 30     | 31     |        |        |        |        |

| September | September | September | September | September | September | September | September |
| Kw        | Mo        | Di        | Mi        | Do        | Fr        | Sa        | So        |
| --------- | --------- | --------- | --------- | --------- | --------- | --------- | --------- |
| 35        |           |           |           | 1         | 2         | 3         | 4         |
| 36        | 5         | 6         | 7         | 8         | 9         | 10        | 11        |
| 37        | 12        | 13        | 14        | 15        | 16        | 17        | 18        |
| 38        | 19        | 20        | 21        | 22        | 23        | 24        | 25        |
| 39        | 26        | 27        | 28        | 29        | 30        |           |           |

| Oktober | Oktober | Oktober | Oktober | Oktober | Oktober | Oktober | Oktober |
| Kw      | Mo      | Di      | Mi      | Do      | Fr      | Sa      | So      |
| ------- | ------- | ------- | ------- | ------- | ------- | ------- | ------- |
| 39      |         |         |         |         |         | 1       | 2       |
| 40      | 3       | 4       | 5       | 6       | 7       | 8       | 9       |
| 41      | 10      | 11      | 12      | 13      | 14      | 15      | 16      |
| 42      | 17      | 18      | 19      | 20      | 21      | 22      | 23      |
| 43      | 24      | 25      | 26      | 27      | 28      | 29      | 30      |
| 44      | 31      |         |         |         |         |         |         |

| November | November | November | November | November | November | November | November |
| Kw       | Mo       | Di       | Mi       | Do       | Fr       | Sa       | So       |
| -------- | -------- | -------- | -------- | -------- | -------- | -------- | -------- |
| 44       |          | 1        | 2        | 3        | 4        | 5        | 6        |
| 45       | 7        | 8        | 9        | 10       | 11       | 12       | 13       |
| 46       | 14       | 15       | 16       | 17       | 18       | 19       | 20       |
| 47       | 21       | 22       | 23       | 24       | 25       | 26       | 27       |
| 48       | 28       | 29       | 30       |          |          |          |          |

| Dezember | Dezember | Dezember | Dezember | Dezember | Dezember | Dezember | Dezember |
| Kw       | Mo       | Di       | Mi       | Do       | Fr       | Sa       | So       |
| -------- | -------- | -------- | -------- | -------- | -------- | -------- | -------- |
| 48       |          |          |          | 1        | 2        | 3        | 4        |
| 49       | 5        | 6        | 7        | 8        | 9        | 10       | 11       |
| 50       | 12       | 13       | 14       | 15       | 16       | 17       | 18       |
| 51       | 19       | 20       | 21       | 22       | 23       | 24       | 25       |
| 52       | 26       | 27       | 28       | 29       | 30       | 31       |          |

| Januar | Januar | Januar | Januar | Januar | Januar | Januar | Januar |
| Kw     | Mo     | Di     | Mi     | Do     | Fr     | Sa     | So     |
| ------ | ------ | ------ | ------ | ------ | ------ | ------ | ------ |
| 52     |        |        |        |        |        | 1      | 2      |
| 1      | 3      | 4      | 5      | 6      | 7      | 8      | 9      |
| 2      | 10     | 11     | 12     | 13     | 14     | 15     | 16     |
| 3      | 17     | 18     | 19     | 20     | 21     | 22     | 23     |
| 4      | 24     | 25     | 26     | 27     | 28     | 29     | 30     |
| 5      | 31     |        |        |        |        |        |        |

| Februar | Februar | Februar | Februar | Februar | Februar | Februar | Februar |
| Kw      | Mo      | Di      | Mi      | Do      | Fr      | Sa      | So      |
| ------- | ------- | ------- | ------- | ------- | ------- | ------- | ------- |
| 5       |         | 1       | 2       | 3       | 4       | 5       | 6       |
| 6       | 7       | 8       | 9       | 10      | 11      | 12      | 13      |
| 7       | 14      | 15      | 16      | 17      | 18      | 19      | 20      |
| 8       | 21      | 22      | 23      | 24      | 25      | 26      | 27      |
| 9       | 28      |         |         |         |         |         |         |

| März | März | März | März | März | März | März | März |
| Kw   | Mo   | Di   | Mi   | Do   | Fr   | Sa   | So   |
| ---- | ---- | ---- | ---- | ---- | ---- | ---- | ---- |
| 9    |      | 1    | 2    | 3    | 4    | 5    | 6    |
| 10   | 7    | 8    | 9    | 10   | 11   | 12   | 13   |
| 11   | 14   | 15   | 16   | 17   | 18   | 19   | 20   |
| 12   | 21   | 22   | 23   | 24   | 25   | 26   | 27   |
| 13   | 28   | 29   | 30   | 31   |      |      |      |

| April | April | April | April | April | April | April | April |
| Kw    | Mo    | Di    | Mi    | Do    | Fr    | Sa    | So    |
| ----- | ----- | ----- | ----- | ----- | ----- | ----- | ----- |
| 13    |       |       |       |       | 1     | 2     | 3     |
| 14    | 4     | 5     | 6     | 7     | 8     | 9     | 10    |
| 15    | 11    | 12    | 13    | 14    | 15    | 16    | 17    |
| 16    | 18    | 19    | 20    | 21    | 22    | 23    | 24    |
| 17    | 25    | 26    | 27    | 28    | 29    | 30    |       |

| Mai | Mai | Mai | Mai | Mai | Mai | Mai | Mai |
| Kw  | Mo  | Di  | Mi  | Do  | Fr  | Sa  | So  |
| --- | --- | --- | --- | --- | --- | --- | --- |
| 17  |     |     |     |     |     |     | 1   |
| 18  | 2   | 3   | 4   | 5   | 6   | 7   | 8   |
| 19  | 9   | 10  | 11  | 12  | 13  | 14  | 15  |
| 20  | 16  | 17  | 18  | 19  | 20  | 21  | 22  |
| 21  | 23  | 24  | 25  | 26  | 27  | 28  | 29  |
| 22  | 30  | 31  |     |     |     |     |     |

| Juni | Juni | Juni | Juni | Juni | Juni | Juni | Juni |
| Kw   | Mo   | Di   | Mi   | Do   | Fr   | Sa   | So   |
| ---- | ---- | ---- | ---- | ---- | ---- | ---- | ---- |
| 22   |      |      | 1    | 2    | 3    | 4    | 5    |
| 23   | 6    | 7    | 8    | 9    | 10   | 11   | 12   |
| 24   | 13   | 14   | 15   | 16   | 17   | 18   | 19   |
| 25   | 20   | 21   | 22   | 23   | 24   | 25   | 26   |
| 26   | 27   | 28   | 29   | 30   |      |      |      |

| Juli | Juli | Juli | Juli | Juli | Juli | Juli | Juli |
| Kw   | Mo   | Di   | Mi   | Do   | Fr   | Sa   | So   |
| ---- | ---- | ---- | ---- | ---- | ---- | ---- | ---- |
| 26   |      |      |      |      | 1    | 2    | 3    |
| 27   | 4    | 5    | 6    | 7    | 8    | 9    | 10   |
| 28   | 11   | 12   | 13   | 14   | 15   | 16   | 17   |
| 29   | 18   | 19   | 20   | 21   | 22   | 23   | 24   |
| 30   | 25   | 26   | 27   | 28   | 29   | 30   | 31   |

| August | August | August | August | August | August | August | August |
| Kw     | Mo     | Di     | Mi     | Do     | Fr     | Sa     | So     |
| ------ | ------ | ------ | ------ | ------ | ------ | ------ | ------ |
| 31     | 1      | 2      | 3      | 4      | 5      | 6      | 7      |
| 32     | 8      | 9      | 10     | 11     | 12     | 13     | 14     |
| 33     | 15     | 16     | 17     | 18     | 19     | 20     | 21     |
| 34     | 22     | 23     | 24     | 25     | 26     | 27     | 28     |
| 35     | 29     | 30     | 31     |        |        |        |        |

| September | September | September | September | September | September | September | September |
| Kw        | Mo        | Di        | Mi        | Do        | Fr        | Sa        | So        |
| --------- | --------- | --------- | --------- | --------- | --------- | --------- | --------- |
| 35        |           |           |           | 1         | 2         | 3         | 4         |
| 36        | 5         | 6         | 7         | 8         | 9         | 10        | 11        |
| 37        | 12        | 13        | 14        | 15        | 16        | 17        | 18        |
| 38        | 19        | 20        | 21        | 22        | 23        | 24        | 25        |
| 39        | 26        | 27        | 28        | 29        | 30        |           |           |

| Oktober | Oktober | Oktober | Oktober | Oktober | Oktober | Oktober | Oktober |
| Kw      | Mo      | Di      | Mi      | Do      | Fr      | Sa      | So      |
| ------- | ------- | ------- | ------- | ------- | ------- | ------- | ------- |
| 39      |         |         |         |         |         | 1       | 2       |
| 40      | 3       | 4       | 5       | 6       | 7       | 8       | 9       |
| 41      | 10      | 11      | 12      | 13      | 14      | 15      | 16      |
| 42      | 17      | 18      | 19      | 20      | 21      | 22      | 23      |
| 43      | 24      | 25      | 26      | 27      | 28      | 29      | 30      |
| 44      | 31      |         |         |         |         |         |         |

| November | November | November | November | November | November | November | November |
| Kw       | Mo       | Di       | Mi       | Do       | Fr       | Sa       | So       |
| -------- | -------- | -------- | -------- | -------- | -------- | -------- | -------- |
| 44       |          | 1        | 2        | 3        | 4        | 5        | 6        |
| 45       | 7        | 8        | 9        | 10       | 11       | 12       | 13       |
| 46       | 14       | 15       | 16       | 17       | 18       | 19       | 20       |
| 47       | 21       | 22       | 23       | 24       | 25       | 26       | 27       |
| 48       | 28       | 29       | 30       |          |          |          |          |

| Dezember | Dezember | Dezember | Dezember | Dezember | Dezember | Dezember | Dezember |
| Kw       | Mo       | Di       | Mi       | Do       | Fr       | Sa       | So       |
| -------- | -------- | -------- | -------- | -------- | -------- | -------- | -------- |
| 48       |          |          |          | 1        | 2        | 3        | 4        |
| 49       | 5        | 6        | 7        | 8        | 9        | 10       | 11       |
| 50       | 12       | 13       | 14       | 15       | 16       | 17       | 18       |
| 51       | 19       | 20       | 21       | 22       | 23       | 24       | 25       |
| 52       | 26       | 27       | 28       | 29       | 30       | 31       |          |

## Ereignisse

### Politik und Weltgeschehen

#### Kreuzzüge und Kreuzfahrerstaaten
Nach seiner Zusage an Papst Clemens IV. nimmt Ludwig IX. („der Heilige“), König von Frankreich, am 24. März mit seinen Söhnen in Paris das Kreuz und bricht ins Heilige Land auf. Der Siebte Kreuzzug beginnt. Innerhalb des französischen Adels stellt sich allerdings kein besonders hoher Enthusiasmus zu einem weiteren aufwendigen und kostenintensiven Kreuzzug ein. Aus diesem Grund wird das Gros des französischen Kreuzfahrerheers dieses Mal hauptsächlich aus dem engsten persönlichen und höfischen Umfeld des Königs gestellt, während der Feudaladel in seiner Mehrheit auf eine Kreuznahme verzichtet. Dafür erhält Ludwig IX. Zusagen seines Bruders Karl von Anjou, der inzwischen als König in Sizilien herrscht, des katalanischen Königs Jakob I. und des englischen Kronprinzen Edward Plantagenet zur persönlichen Teilnahme, mitsamt eigener Kontingente.
- November: Hugo II., König von Zypern und Regent von Jerusalem, stirbt minderjährig und kinderlos. Sein Cousin Hugo, der schon bisher für ihn die Regentschaft geführt hat, wird als Hugo III. neuer König. Die Regentschaft im Königreich Jerusalem bleibt vorläufig ungeklärt.

#### Königreich Sizilien

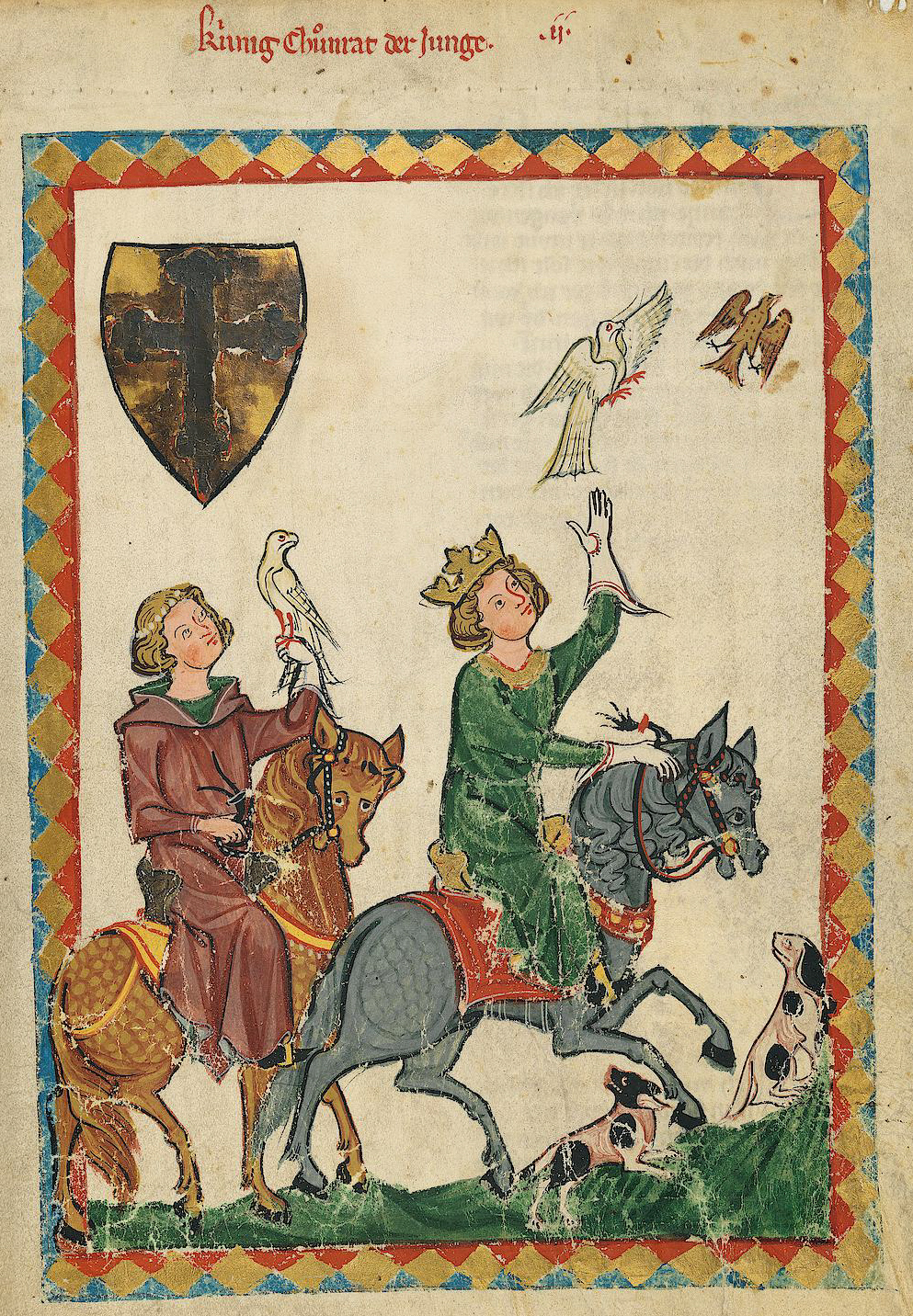
Zwei Reiter auf der Falkenjad aus dem Codex Manesse: Die Bildüberschrift lautet: „Kunig Cunrat der Junge“, weshalb man heute den Reiter mit der Krone als Konradin identifiziert

Konradin, nach dem Tod seines Onkels Manfred der letzte legitime männliche Erbe aus der Dynastie der Staufer, zieht Anfang September in Begleitung von Friedrich I. von Baden nach Italien, um seine Ansprüche auf das staufische Erbe in Sizilien gegen Karl I. von Anjou durchzusetzen. Er erhält dabei die Unterstützung seines Onkels Herzog Ludwigs II. von Bayern und seines Stiefvaters Meinhard II. von Kärnten und Tirol. Papst Clemens IV., der sich von den Staufern bedroht fühlt, belegt ihn hingegen am 18. November mit dem Kirchenbann. Das Heer überwintert wegen finanzieller Probleme als Gäste von Stadtherr Mastino I. della Scala in Verona.

#### Heiliges Römisches Reich
Der Kölner Erzbischof Engelbert II. von Falkenburg, der im Zuge eines Streits mit den Patriziern der Stadt die Kontrolle über Köln verloren hat, gerät über von ihm neu erhobene Zölle in Neuss in eine Fehde mit der Grafschaft Jülich. Nach anfänglichen Erfolgen erleidet er am 18. Oktober trotz zahlenmäßiger Überlegenheit eine schwere Niederlage gegen den Grafen von Jülich Wilhelm IV. und seine Verbündeten in der Schlacht von Zülpich. Engelberg und einige seiner Verbündeten geraten in Gefangenschaft. Die meisten Gefangenen wie Graf Dietrich VII. von Kleve und der Paderborner Bischof Simon I. von Lippe werden bald gegen Lösegeld freigelassen. Engelbert wird hingegen für mehrere Jahre in der Burg Nideggen festgehalten.

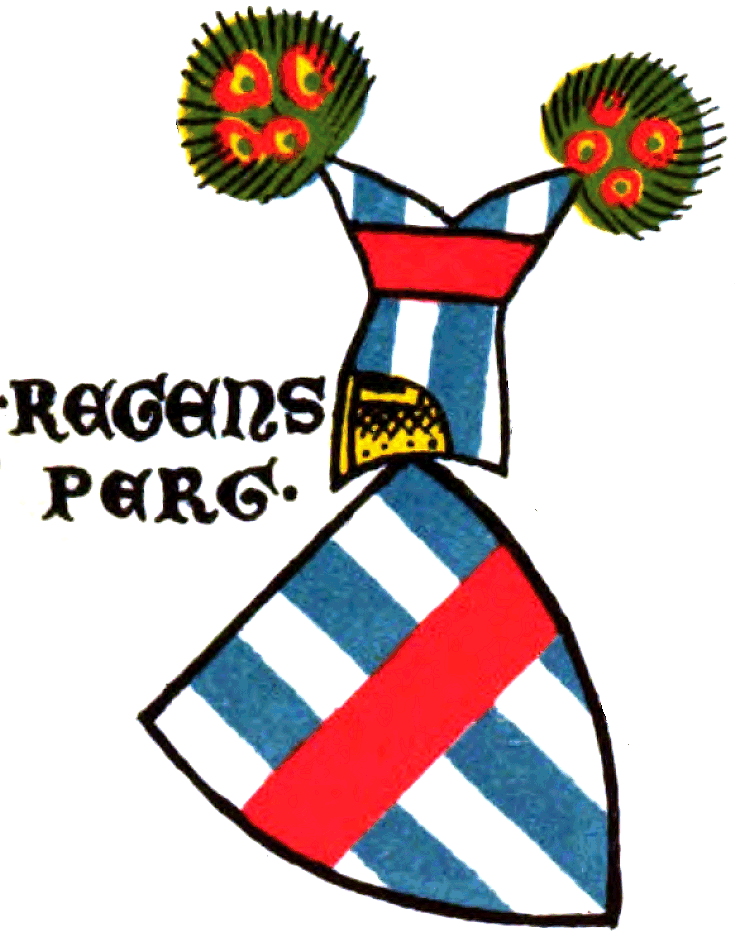
Wappen der Freiherren von „Regensperg“ in der Zürcher Wappenrolle

Die Regensberger Fehde, ein Krieg zwischen Rudolf von Habsburg und der mit Habsburg verbündeten Stadt Zürich gegen die Freiherren von Regensberg, eskaliert: Angeblich werden die Burgen Uznaberg, Uetliburg und Glanzenberg zerstört. Eine gewaltsame Zerstörung ist aber in keinem der Fälle nachweisbar. Geprägt ist dieser Kleinkrieg wohl nicht von großen Schlachten, sondern von Scharmützeln und Kriegslisten, mit insbesondere begleitenden politischen Manövern von Graf Rudolf von Habsburg in von Regensberg beherrschten Gebieten und bei mit den Regensbergern verbündeten Adelsgeschlechtern. 

#### Ungarn
- Ungarische Kronjuwelen: Der Apostolische König von Ungarn legt ab 1267 den Amtseid auf die Stephanskrone ab.

#### England / Wales
- 21. Februar: Robert Wallerand, Lord of Kilpeck, wird beauftragt, einen auf zwei oder drei Jahre befristeten Waffenstillstand mit dem walisischen Fürsten Llywelyn ap Gruffydd zu schließen. Gleichzeitig beauftragt der englische König Heinrich III. seinen Sohn Edmund Crouchback, Earl of Leicester und Inhaber mehrerer Baronien in den Welsh Marches, zusammen mit Wallerand einen dauerhaften Frieden auszuhandeln. Die Verhandlungen stocken jedoch bald.
- 21. September: Der päpstliche Legat Ottobono Fieschi erhält von Heinrich III. die Vollmacht, direkte Verhandlungen mit dem walisischen Fürsten zu führen. Am 25. September kommt eine Einigung zustande.

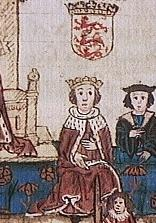
Llywelyn ap Gruffydd als Fürst von Wales

Wales nach dem Vertrag von Montgomery

- 29. September: Im Vertrag von Montgomery zwischen dem walisischen Fürsten Llywelyn ap Gruffydd und dem englischen König wird Llywelyn als Fürst von Wales anerkannt, muss aber König Heinrich huldigen und einige Eroberungen der Engländer anerkennen.
- Nachdem auch das am 30. Oktober 1266 erlassene Dictum of Kenilworth den verzweifelten Kampf der Enterbten, der verbliebenen Anhänger der Reformpartei von Simon de Montfort, nicht beenden konnte, erlässt König Heinrich III. das Statut von Marlborough. Das auf einer Parlamentsversammlung im November in Marlborough erlassene Gesetz greift Elemente der Provisions of Oxford und Westminster auf, die vor dem Krieg der Barone von der Reformpartei erlassen worden sind. Es bestätigt die Magna Carta, doch vor allem regelt es Entschädigungen für kleinere Landbesitzer und enthält Bestimmungen zu Beschlagnahmung und Landübertragung. Von großer Bedeutung ist die nominelle Abschaffung des Heimfallrechts des Lehnsherrn, das auch für den König als obersten Lehnsherrn gilt.
- Der Bau von Castell Coch im Tal des River Taff in Wales beginnt.

#### Osteuropa
- Vaišelga tritt nach dreijähriger Regierung zugunsten Svarnas, des Herrschers der Rus, als Großfürst von Litauen zurück und geht wieder ins Kloster.

#### Asien
- Januar: Möngke Timur wird nach dem Tod seines Großonkels Berke, der während eines Vormarsches seiner Truppen in Tiflis ums Leben kommt, zum Khan der Goldenen Horde und wird darin noch im gleichen Jahr vom mongolischen Großkhan Kubilai bestätigt.

#### Stadtrechte und urkundliche Ersterwähnungen
- Erste urkundliche Erwähnung von Aetingen, Fraubrunnen und Meißenheim
- Radolfzell am Bodensee erhält das Stadtrecht.
- Boizenburg/Elbe erhält das Stadtrecht.
- Ostrava (deutsch Ostrau), heute drittgrößte tschechische Stadt und Hauptstadt der Moravskoslezský kraj, wird gegründet.
- Neugründung Pekings durch die Mongolen

### Wissenschaft und Technik
- Roger Bacon schickt Papst Clemens IV. (auf dessen Anforderung) drei Schriften: das Opus maius, das Opus minus (eine Zusammenfassung des Ersteren) und das Opus tertium. Im Opus maius diskutiert er alchemistische, astrologische, astronomische, mathematische und optische sowie andere Themen, wobei er auch wichtige Vorarbeiten zur Entwicklung der Brille leistet. Im Opus minus erinnert er u. a. daran, dass 40 Jahre zuvor (1227) durch Zusammenarbeit von Pariser Theologen und Buchhändlern die Pariser Bibel entstanden ist.
- Das Maria-Magdalenen-Gymnasium in Breslau wird als Lateinschule gegründet.
- 1260 bis 1267: Der Florentiner Gelehrte Brunetto Latini verfasst die Enzyklopädie Trésor, welche einen Überblick über den Umfang der gelehrten Bildung seiner Zeit gibt.
- um 1267: Albertus Magnus weist in seinem Traktat De unitate intellectus (contra Averroem) Thesen des Averroes zurück (s. Averroismus).

### Kultur und Gesellschaft
- Ulrich von Liechtenstein wird Marschall in der Steiermark.
- Das Grashaus in Aachen wird fertiggestellt.

### Religion
- 26. März: Hedwig von Schlesien wird von Papst Clemens IV. heiliggesprochen.
- 14. April: Håkon, bislang Bischof von Oslo, wird feierlich in sein Amt als Erzbischof von Nidaros eingeführt. Bereits am 18. August stirbt der neue Erzbischof.

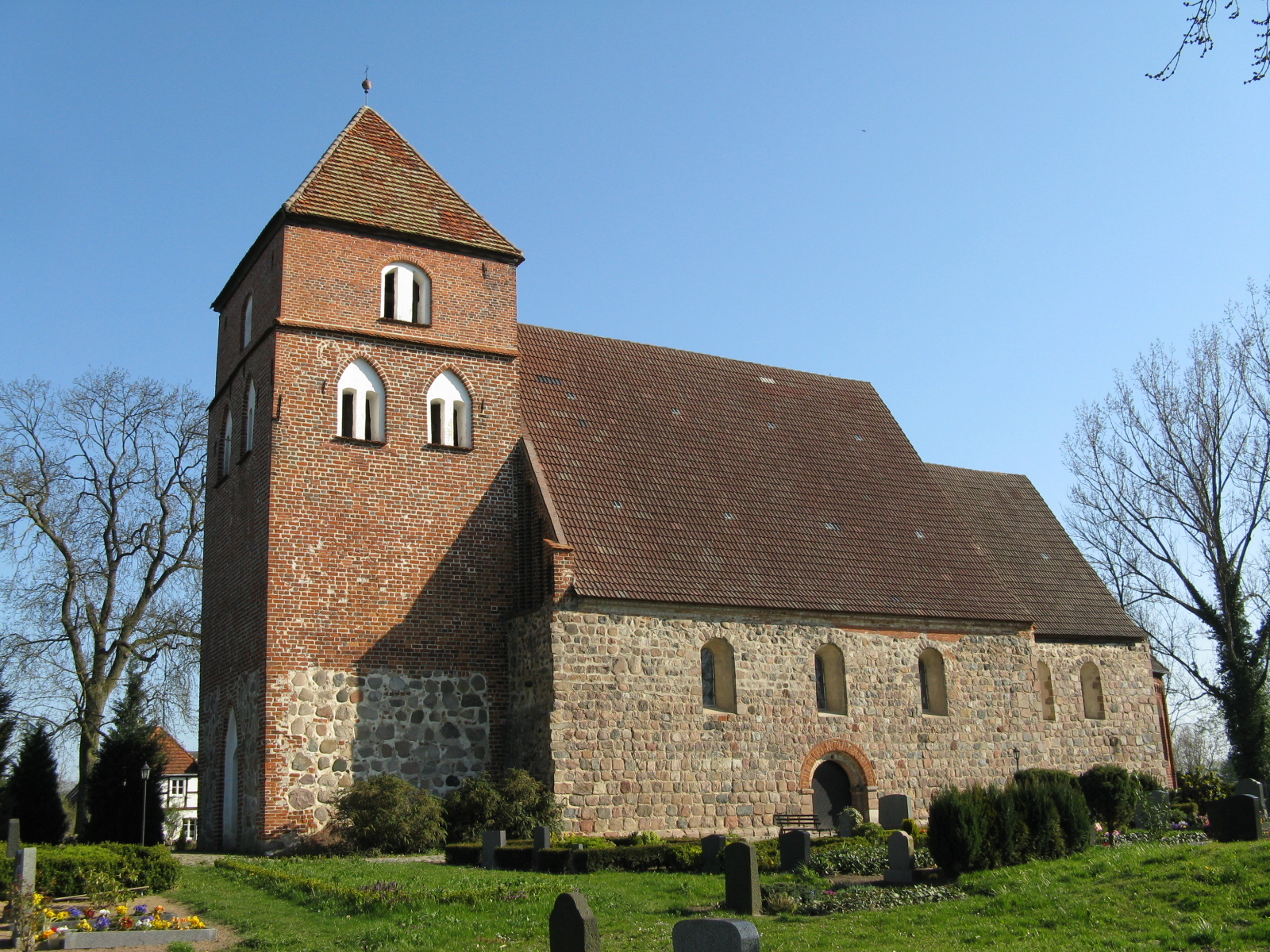
Dorfkirche Benthen

- 5. Juli: Hermann I. von Schladen, Bischof von Schwerin, weiht die Dorfkirche Benthen zu Ehren des Apostels Matthias und der Heiligen Florentius und Cassius.
- Sommer: Nach einer zweijährigen Sedisvakanz erfolgt im Bistum Würzburg eine schismatische Wahl: Mehrheitlich wird Poppo III. von Trimberg vom Domkapitel gewählt, eine starke Minderheit entscheidet sich jedoch für den Domherrn Berthold I. von Henneberg. Beide wenden sich an den Mainzer Erzbischof Werner von Eppstein. Schließlich befasst sich auch Papst Clemens IV. mit der Untersuchung der Doppelwahl.
- 20. Dezember: Der Dominikaner Petrus von Dacien begegnet der Mystikerin Christina von Stommeln zum ersten Mal. Sie werden sich im Verlauf ihrer (Liebes-)Beziehung noch weitere dreizehnmal treffen.
- Clemens IV. überträgt den Dominikanern (wieder) die Cura monialium, d. h. die Frauenseelsorge.
- Bei den Johannitern wird die bisherige Bezeichnung Ordensmeister durch Großmeister ersetzt.
- Clemens IV. legt das Glaubensbekenntnis des Michael Paläologus vor, mit dem er das Ende des Morgenländischen Schismas und die Wiedervereinigung des lateinischen mit dem byzantinischen Christentum anstrebt.

## Geboren

### Geburtsdatum gesichert
- vermutlich 3. Februar: Richard FitzAlan, 8. Earl of Arundel, englischer Magnat und Militär († 1302)
- 12. Juli: Heinrich von England, englischer Thronprinz († 1274)
- 10. August: Jakob II., König von Aragón und König von Sizilien († 1327)
- 9. Oktober: Alan la Zouche, 1. Baron la Zouche of Ashby, englischer Adeliger († 1314)
- 17. Dezember: Go-Uda, Kaiser von Japan († 1324)

### Genaues Geburtsdatum unbekannt
- August: Heinrich I., Herzog zu Braunschweig-Lüneburg, Fürst von Braunschweig-Grubenhagen († 1322)
- Luigi I. Gonzaga, Stadtherr von Mantua († 1360)
- Raniero Grimaldi, genuesischer Politiker, französischer Admiral und erster Herr von Monaco († 1314)
- Johann I., Graf von Namur († 1330)
- Sangye Pel, kaiserlicher Lehrer in China († 1314)
- Sherab Mebar, Lama und Tertön der Nyingma-Tradition des tibetischen Buddhismus († 1326)

### Geboren um 1267
- 1262/1267: Gerhard von Wippingen, Bischof von Lausanne und Bischof von Basel († 1325)
- Jaromar, Bischof von Cammin in Pommern († um 1294)
- Fulk Lestrange, 1. Baron Strange of Blackmere, englischer Adeliger († 1324)
- Humphrey de Bohun, 4. Earl of Hereford, englischer Magnat († 1322)
- Hugh Audley, 1. Baron Audley of Stratton Audley, englischer Adeliger († 1325/1326)

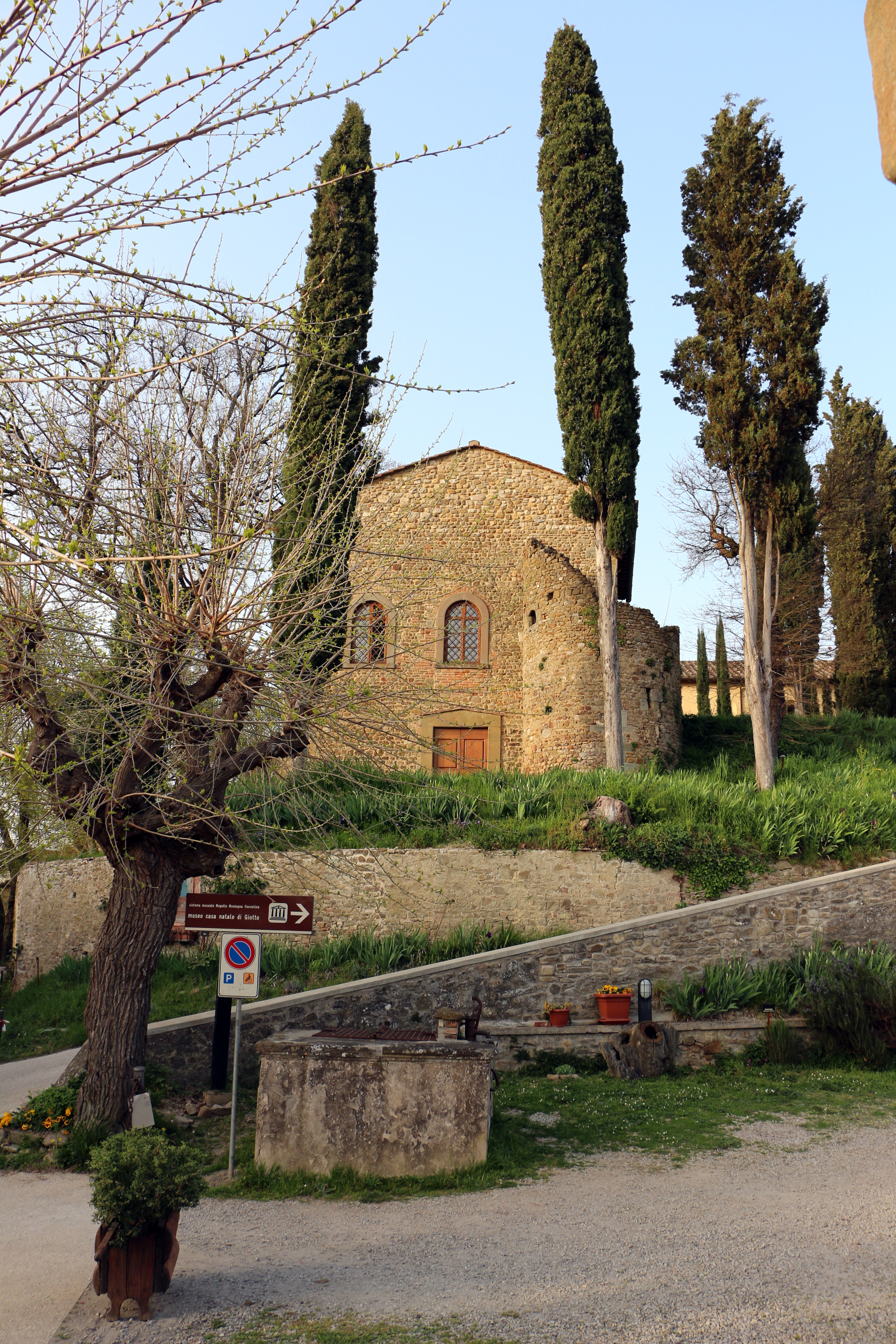
Casa di Giotto in Vespignano

- 1267/1276: Giotto di Bondone, Florentiner Maler und Wegbereiter der Renaissance in Italien († 1337)

## Gestorben

### Erstes Halbjahr
- Januar: Berke Khan, Khan der Goldenen Horde (* nach 1205)
- 21. Februar: Balduin von Ibelin, zyprischer Adeliger und Seneschall des Königreichs Jerusalem
- 17. März: Pierre de Montreuil, französischer Baumeister, Wegbereiter der Hochgotik (* um 1200)
- März: Robert de St John, englischer Adeliger
- 2. Juni: Heinrich I., Fürstbischof von Utrecht

### Zweites Halbjahr
- 18. August: Håkon, Bischof von Oslo und Erzbischof von Nidaros
- 31. August: Bonajunkta Manetti (Johannes), italienischer Heiliger, Ordensgründer (* 1206)
- 23. September: Béatrice de Provence, Gräfin der Provence und Königin von Sizilien (* 1231)
- 9. Oktober: Otto III., Markgraf von Brandenburg (* 1215)
- 26. November: Silvestro Guzzolini, italienischer Abt und Ordensgründer, Heiliger der katholischen Kirche (* 1177)
- November: John FitzAlan, englischer Adeliger und Marcher Lord (* 1223)
- November: Hugo II., König von Zypern und Regent des Königreichs Jerusalem (* 1252)
- 14. Dezember: Kasimir I., Herzog von Kujawien, Herzog von Sieradz und Herzog von Łęczyca (* um 1211)

### Genaues Todesdatum unbekannt
- Aisha Al-Manoubya, tunesische sufisch-islamische Gelehrte (* 1199)

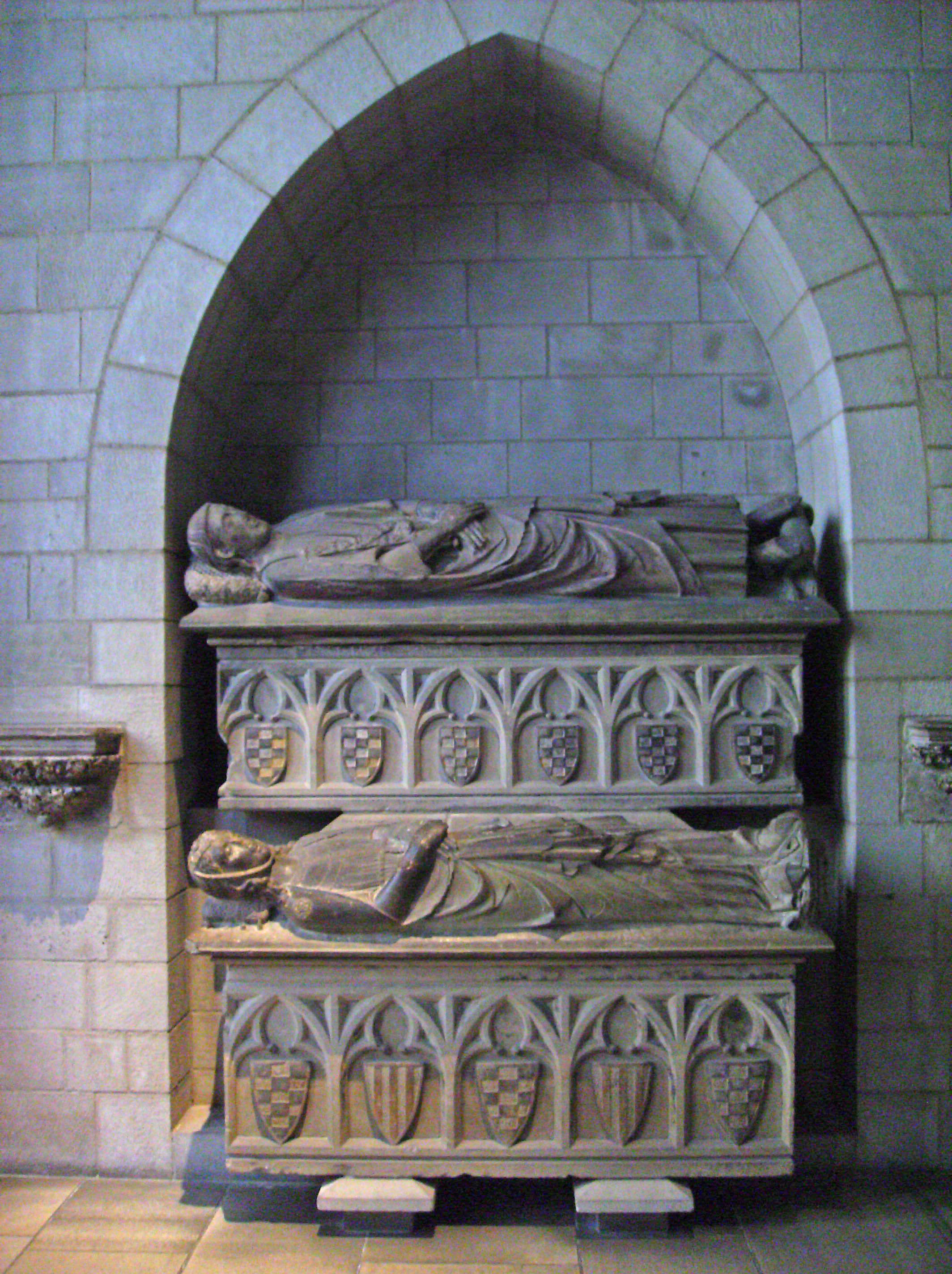
Das Grab von Álvaro von Urgell

- Álvaro, Graf von Urgell und Vizegraf von Áger
- Almerich Grafendorfer, Bischof von Lavant

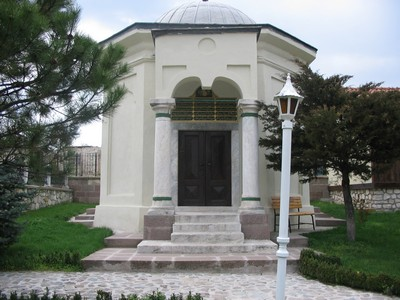
Mausoleum für Hayme Ana

- Hayme Hatun, Ehefrau von Sulaiman Schah
- Heinrich III., Graf von Waldeck (* um 1225/1230)
- Hugo IV., Pfalzgraf von Tübingen und Vogt von Blaubeuren
- Johann I. Graf von Chalon-sur-Saône und Auxonne, Herr von Salins (* 1190)
- Richard de Montfichet, englischer Adeliger und Rebell (* nach 1190)